# ダニーロ・ダス・ネヴェス・ピニェイロ
チェ・チェ（Tchê Tchê）ことダニーロ・ダス・ネヴェス・ピニェイロ（ポルトガル語: Danilo das Neves Pinheiro、1992年8月30日 - ）は、ブラジルのサッカー選手。ポジションはMFまたはDF。 

## クラブ歴
サンパウロに生まれ、2006年にトライアルを経てグレミオ・オザスコ・アウダックスの下部組織に入団。2011年3月27日に行われたカンピオナート・パウリスタ2部のリオ・ブランコEC戦で最後14分間出場しトップチームデビュー。2012年、2013年も同リーグで出場を重ねた。2014年はカンピオナート・パウリスタ1部に昇格、1月18日に行われたパウリスタFC戦で初出場。その後翌年にかけてグアラチンゲタ・フチボウ、AAポンチ・プレッタ、ボアECにレンタル移籍をした。2016年のカンピオナート・パウリスタ1部では4月23日にSCコリンチャンス・パウリスタから1部初得点を奪い、クラブ史上初のファイナル進出に貢献した。
2016年4月28日にカンピオナート・ブラジレイロ・セリエAのSEパルメイラスと仮契約を交わし移籍した。
2018年6月8日、ディナモ・キエフに5年契約で移籍した。
2019年3月30日、サンパウロFCに4年契約で移籍した。

## タイトル

### クラブ
パルメイラス
- カンピオナート・ブラジレイロ・セリエA: 2016

ディナモ・キエフ
- ウクライナ・スーパーカップ: 2018

アトレチコ・ミネイロ
- カンピオナート・ブラジレイロ・セリエA: 2021
- コパ・ド・ブラジル: 2021
- カンピオナート・ミネイロ: 2021, 2022
- スーペルコパ・ド・ブラジル: 2022

### 個人
- カンピオナート・パウリスタベストイレブン: 2016[9]
- カンピオナート・パウリスタ最優秀新人賞: 2016[10]
- ボーラ・ジ・プラッタ: 2016[11]
- プレミオ・クラッキ・ド・ブラジレイロン: 2016[12]